# Oswaldia issikii
Oswaldia issikii là một loài ruồi trong họ Tachinidae.